# World Checklist of Seed Plants
World Checklist of Seed Plants (abreviado World Checkl. Seed Pl.) es un libro con ilustraciones y descripciones botánicas que fue escrito por el botánico belga Rafaël Herman Anna Govaerts y publicado en el año 1995.